# Mookie Blaylock
Daron Oshay „Mookie“ Blaylock (* 20. März 1967 in Garland, Texas) ist ein ehemaliger US-amerikanischer Basketballspieler.

## Laufbahn
Blaylock studierte an der University of Oklahoma. Mit der Mannschaft der Universität erreichte er das Finale der NCAA. Dort unterlag man jedoch den Kansas Jayhawks mit 79:83.
Blaylock wurde 1989 als zwölfter Pick von den New Jersey Nets gedraftet. 1992 wechselte der Point Guard zu den Atlanta Hawks. 1994 nahm er am NBA All-Star Game teil, wo er in 16 Minuten Spielzeit fünf Punkte erzielte. 1993/94 und 1994/95 wurde er zudem jeweils in das NBA All-Defensive Team gewählt. 1999 wechselte er zu den Golden State Warriors, wo er 2002 seine Karriere beendete.
In vier NBA-Spielzeiten schaffte er mehr als 200 Steals. Insgesamt gelangen ihm 2075 Steals, damit rangiert er unter den besten 20 der NBA. Bei Drei-Punkte-Würfen rangiert er mit 1.283 erfolgreichen Würfen bei 3.816 Versuchen, was einer Quote von 33,6 % entspricht, ebenso unter den besten Spielern der NBA.

## Sonstiges
Die US-amerikanische Rockband Pearl Jam wollte sich ursprünglich nach Mookie Blaylock benennen, gab diese Idee jedoch auf. Stattdessen erhielt ihr Debütalbum Ten seinen Namen von Blaylocks Rückennummer.

## Gefängnisstrafe
Blaylock wurde im Oktober 2014 zu einer 15-jährigen Gefängnisstrafe verurteilt. Diese kann jedoch auf drei Jahre verringert werden. Blaylock hatte im Mai 2013 eine Frau mit seinem Auto angefahren und dabei tödlich verletzt.